# Boeberoides
Boeberoides é um género botânico pertencente à família Asteraceae.